# Византологија
Византологија је интердисциплинарна наука која се бави проучавањем историје, културе, демографије, религије, књижевности, музике, науке, економије, новца, политике, свакодневног живота Источног римског царства. Као наука, византологија је настала у Немачкој, основана од стране Хијеронимуса Волфа (1516—1580).

## Византологија
Проучавање византијске историје отпочело је још током средњег века, у самом Византијском царству. Након пада Цариграда под Турке 1453. године и пропасти средњовековног Византијског царства, интересовање за византијску историју (посебно грчке изворе) наставља се са италијанским хуманизмом, а током 17. века шири се на просторе Европе и Русије. Почетком 20. века, формирањем византолошких студија, византологија постаје самостална дисциплина. Документа која проучава византологија могу се класификовати на више начина: 1) секуларна (царска и приватна документа) и верска (акти патријаршије и епископија), 2) према аутентичности (оригинали, копије) и сл. Царски документи могу се поделити на оне којима се проглашавају закони (едиктон, типографи, номоси, сакре и др.), доносе одлуке поводом специфичних слућаја (епистуле и др.), документа спољне политике (уговори, писма страним владарима) и административни документи (простагме, хорисми, сигилије и др). Свети документи су документи и службена писма патријаршије и епископа. Проучавање византијских извора задатак је различитих помоћних историјских наука, попут сигилографије, палеографије, епиграфике, нумизматике, метрологије, хронологије и др.

## Познати византолози
- Атанасије Ангелу (рођен 1951.), Грк
- Сергеј Аверинчев (1937—2004), Рус
- Петер Харанис (1908—1985), Грк
- Франц Долгер (1891—1968), Немац
- Божидар Ферјанчић (1929—1998), Србин
- Филарет Гранић (1883—1948), Србин
- Хенри Грегор (1881—1964), Белгијанац
- Венанс Грумел (1890—1967), Француз
- Шарл Дил (1859—1944), Француз
- Јудита Херин (рођена 1942.), Британка
- Карл Хопф (1832—1873), Немац
- Херберт Хунгер (1914—2000), Аустријанац
- Александар Каждан (1922—1997), Рус
- Карл Крумбахер (1856—1909), Немац
- Ангелики Лају (1941—2008), Гркиња
- Виктор Лазарев (1897—1976), Рус
- Рут Макрид (1969—1992), Американка
- Љубомир Максимовић (рођен 1938.), Србин
- Доналд Никол (1923—2003), Британац
- Георгије Острогорски (1902—1976), Рус, Југословен
- Џон Мејендорф (1926—1992), Француз
- Ђула Моравчик (1892—1972), Мађар
- Вилхелм Нисен (1925—1994), Немац
- Радивој Радић (рођен 1954), Србин
- Василиј Регел (1857—1932), Рус
- Емил Ренолд (1870-?), Француз
- Стивен Рансимен (1903—2003), Енглез
- Густав Шлумбергер (1844—1929), Француз
- Варен Тредголд (рођен 1949.), Американац
- Фјодор Успенски (1845—1928), Рус
- Александар Васиљев (1867—1953), Рус
- Сперос Врионис (1928—2019), Грк
- Дионисије Закинтос (1905—1993), Грк
- Васил Василевски (1838—1899), Рус